# Hyundai Steel
Hyundai Steel là một công ty thép đa quốc gia có các trụ sở chính được đặt ở Incheon và Seoul, Hàn Quốc, đây là một công ty con trực thuộc tập đoàn Hyundai.

## Lịch sử
Được thành lập vào năm 1953 và hiện đang là công ty thép lâu đời cũng như lớn nhất của Hàn Quốc, Hyundai Steel là hãng sản xuất thép bằng công nghệ hồ quang điện EAF lớn thứ hai trên thế giới. Sản phẩm của công ty được đa dạng hóa từ thép hình H, đường ray tàu điện ngầm, cuộn cán nóng, cán nguội, thép không gỉ cho đến cốt thép bê tông,... Hiện nay, Hyundai Steel đang vận hành 6 tổ hợp nhà máy sản xuất chính, lần lượt ở Incheon, Dangjin, Pohang, Suncheon, Ulsan (Hàn Quốc) và Thiên Tân (Trung Quốc).